# Unió Nacional (Portugal)
La Unió Nacional (UN, en portuguès União Nacional) va ser un moviment polític portuguès, concebut per a ser el partit únic del règim salazarista o Estat Nou. En els seus últims anys d'existència va ser renomenada com Acció Nacional Popular (ANP, en portuguès Ação Nacional Popular). Va desaparèixer en 1974, després de la Revolució dels Clavells.
La base ideològica fonamental de la Unió Nacional va ser un corporativisme catòlic.

## Història
El partit va ser fundat el 30 de juliol de 1930.
Després de la instauració d'una dictadura el 1926 i la consegüent prohibició dels partits polítics, la Unió Nacional es va convertir així en l'únic partit polític permès durant la dictadura salazarista, al qual molts «notables», terratinents, enginyers o homes de negocis es van afiliar. Durant els seus primers anys, Salazar va organitzar moviments semblants a la Unió Nacional com van ser les joventuts, Mocidade Portuguesa, i una milícia paramilitar, la Legió Portuguesa. Dins de la Mocidade, també va ser creada una secció juvenil femenina. Altres faccions de dreta que existien a Portugal, com el Moviment Nacional-Sindicalista de Francisco Rolão Preto, van ser inicialment tolerats pel règim. No obstant això, en 1934 les milícies de Rolão Preto van ser aixafades i la resta va acabar integrant-se a la Unió Nacional.
Amb l'aprovació de la Constitució de 1933 va funcionar com l'únic partit que podia presentar llistes a les eleccions, cosa que va anar passant a partir dels comicis de 1934 en endavant. Les eleccions parlamentàries de 1934 van ser guanyades per la Unió Nacional, els candidats de la qual van aconseguir un 80 % dels vots. Malgrat el falsejament electoral i del control del vot, Salazar utilitzaria el suposat gran suport popular com un instrument per donar suport al seu règim. A les eleccions de 1945 i a les presidencials de 1949 (per acontentar la pressió dels vencedors de la Segona Guerra Mundial) també hi va concórrer el Moviment d'Unitat Democràtica (MUD), en aquestes últimes amb José Norton de Matos com a candidat de l'oposició contra el president Óscar Carmona. El MUD va acabar per retirar-se en les dues eleccions per falta de condicions per a presentar la seva candidatura, i només es van presentar a votació les llistes d'Unió Nacional.
Malgrat l'obertura teòrica que es va produir el 1945, mai no hi va haver una veritable oportunitat d'organització d'oposició política, de manera que fins al 1974 el partit únic va tenir el monopoli de la representació parlamentària, triant sempre la totalitat dels diputats i assegurant-se que els tres presidents de la República elegits sota el règim fossin els que recolzava (el mariscal Óscar Carmona, elegit per a quatre mandats successius, Francisco Craveiro Lopes, elegit per a un mandat, i Américo Tomás, elegit per a tres mandats). No obstant això, no tots els membres de les altes institucions eren necessàriament membres de la Unió Nacional.
Després de la mort de Salazar, el 1970 el partit va canviar el seu nom a Acció Nacional Popular, en un intent per desvincular-se del passat salazarista i oferir una imatge de renovació a la població portuguesa. Aquest intent de desvincular-se del passat no va implicar la dissolució de les milícies paramilitars o de les joventuts, la Mocidade, ni tampoc un canvi en l'elit dirigent. Atès que la vella guàrdia va continuar controlant els ressorts del poder, els membres més joves o liberals es van veure automàticament empesos a les files de l'oposició. Després de la Revolució dels Clavells, el partit va desaparèixer.

## Organització
D'organització centralitzada i íntimament lligada al Govern, la UN —i més tard la seva successora Acció Nacional Popular— van ser dirigides sempre a la cúspide pel primer ministre en exercici: primer António de Oliveira Salazar, que es va assegurar la presidència de la Comissió Central a títol vitalici, i més tard, després del seu apartament del poder, per Marcelo Caetano. A diferència del que passava a l'Alemanya nazi o a la Itàlia feixista, la Unió Nacional no va ser un partit de masses, ni es va caracteritzar per una militància especialment activa. Per contra, va oferir a Salazar un quadre elitista de dirigents al qual poder recórrer en determinades circumstàncies.
Els seus estatuts, inspirats pel dictador Salazar, no li conferien denominació de partit, ja que segons el mateix Salazar, els partits que van regir el país fins al 1926 dividien la societat portuguesa. Aquesta associació estava destinada a unir tots els portuguesos al seu torn, com un mecanisme totalitari.
Al llarg de la seva existència, la Unió Nacional va realitzar cinc congressos: el 1934, 1944, 1951, 1956 i 1970.

## Resultats electorals

### Eleccions legislatives
| Any  | Líder           | Vots      | %      | Escons    | +/– | Pos. | Govern  |
| ---- | --------------- | --------- | ------ | --------- | --- | ---- | ------- |
| 1934 | António Salazar | 476,706   | 100%   | 100 / 100 | 100 | 1r   | Majoria |
| 1938 | António Salazar | 694,290   | 100%   | 100 / 100 | =   | = 1r | Majoria |
| 1942 | António Salazar | 758,215   | 100%   | 100 / 100 | =   | = 1r | Majoria |
| 1945 | António Salazar | 489,133   | 100%   | 120 / 120 | 20  | = 1r | Majoria |
| 1949 | António Salazar | 927,264   | 100%   | 120 / 120 | =   | = 1r | Majoria |
| 1953 | António Salazar | 845,281   | 100%   | 120 / 120 | =   | = 1r | Majoria |
| 1957 | António Salazar | 911,618   | 100%   | 120 / 120 | =   | = 1r | Majoria |
| 1961 | António Salazar | 973,997   | 100%   | 130 / 130 | 10  | = 1r | Majoria |
| 1965 | António Salazar | 998,542   | 100%   | 130 / 130 | =   | = 1r | Majoria |
| 1969 | Marcelo Caetano | 981,263   | 87.99% | 130 / 130 | =   | = 1r | Majoria |
| 1973 | Marcelo Caetano | 1,393,294 | 100%   | 150 / 150 | 20  | = 1r | Majoria |

### Eleccions presidencials
| Any                              | Candidat                         | Vots                             | %                                | Resultat                         |
| President electe per vot popular | President electe per vot popular | President electe per vot popular | President electe per vot popular | President electe per vot popular |
| -------------------------------- | -------------------------------- | -------------------------------- | -------------------------------- | -------------------------------- |
| 1928                             | Óscar Carmona                    | 761,730                          | 100 / 100                        | Electe                           |
| 1935                             | Óscar Carmona                    | 653,754                          | 100 / 100                        | Electe                           |
| 1942                             | Óscar Carmona                    | 829,042                          | 100 / 100                        | Electe                           |
| 1949                             | Óscar Carmona                    | 761,730                          | 100 / 100                        | Electe                           |
| 1951                             | Francisco Craveiro Lopes         | 761,730                          | 100 / 100                        | Electe                           |
| 1958                             | Américo Tomás                    | 765,081                          | 76,42 / 100                      | Electe                           |
| President electe per l'Assemblea |                                  |                                  |                                  |                                  |
| 1965                             | Américo Tomás                    | 556                              | 97,7 / 100                       | Electe                           |
| 1972                             | Américo Tomás                    | 616                              | 92,1 / 100                       | Electe                           |